# Varrel (Diepholz)
Varrel is een gemeente in de Duitse deelstaat Nedersaksen. De gemeente maakt deel uit van de Samtgemeinde Kirchdorf in het Landkreis Diepholz. Varrel telt 1.535 inwoners.
- Gemeinsame Normdatei: 4265795-7
- Virtual International Authority File: 241554723